# 滋賀県道・三重県道775号甲賀阿山線
滋賀県道・三重県道775号甲賀阿山線（しがけんどう・みえけんどう775ごう こうかあやません）は、滋賀県甲賀市から三重県伊賀市に至る一般県道である。

## 概要
滋賀県甲賀市甲賀町大原市場から三重県伊賀市川合に至る。
甲賀市旧甲賀町中心部から旧甲南町の南部を通り、三重県伊賀市旧阿山町にいたる路線である。

### 路線データ
- 起点：滋賀県甲賀市甲賀町大原市場（大原市場交差点、滋賀県道・三重県道4号草津伊賀線交点、滋賀県道24号甲賀土山線起点）
- 終点：三重県伊賀市川合（槙山口交差点、滋賀県道・三重県道49号甲南阿山伊賀線交点）
- 総延長：7.7 km

## 路線状況

### 重複区間
- 滋賀県道134号上馬杉野尻線（滋賀県甲賀市甲南町野川 - 甲賀市甲南町野川・野川南交差点）

### 道路施設

#### 橋梁
- 滋賀県
  - 多喜橋（杣川、甲賀市）

## 地理

### 通過する自治体
- 滋賀県
  - 甲賀市
- 三重県
  - 伊賀市

### 交差する道路
| 交差する道路                                                       | 都道府県名 | 市町村名 | 交差する場所   | 交差する場所          |
| ------------------------------------------------------------------ | ---------- | -------- | -------------- | --------------------- |
| 滋賀県道・三重県道4号草津伊賀線 滋賀県道24号甲賀土山線             | 滋賀県     | 甲賀市   | 甲賀町大原市場 | 大原市場交差点 / 起点 |
| 滋賀県道134号上馬杉野尻線 重複区間起点                             | 滋賀県     | 甲賀市   | 甲南町野川     |                       |
| 滋賀県道134号上馬杉野尻線 重複区間終点                             | 滋賀県     | 甲賀市   | 甲南町野川     | 野川南交差点          |
| 三重県道・滋賀県道50号伊賀信楽線 三重県道・滋賀県道133号伊賀甲南線 | 三重県     | 伊賀市   | 玉瀧           | 玉滝交差点            |
| 滋賀県道・三重県道49号甲南阿山伊賀線                               | 三重県     | 伊賀市   | 川合           | 槙山口交差点 / 終点   |

### 沿線
- 関西みらい銀行 甲賀支店
- 滋賀県信用組合 甲賀支店
- JR西日本草津線 甲賀駅
- 称名寺
- 甲賀市立甲南第三小学校
- 甲南診療所
- 福竜寺
- 伊勢廻寺
- 阿山化成工業
- ジャパンクラシックカントリー倶楽部
- ふるさとの森公園